# Onthophagus auritus
Onthophagus auritus är en skalbaggsart som beskrevs av Wilhelm Ferdinand Erichson 1842. Onthophagus auritus ingår i släktet Onthophagus och familjen bladhorningar. Inga underarter finns listade i Catalogue of Life.